# 15 augusti
15 augusti är den 227:e dagen på året i den gregorianska kalendern (228:e under skottår). Det återstår 138 dagar av året.

## Återkommande bemärkelsedagar

### Nationaldagar
- Kongo-Brazzavilles nationaldag.
- Liechtensteins nationaldag.
- Sydkoreas nationaldag.
- Indiens självständighetsdag.

### Flaggdagar
- Nederländerna, dagen för andra världskrigets slut i Nederländska Ostindien (nuvarande Indonesien)

### Övrigt
- Mors dag i Centralamerika

### Kristna högtider
- Jungfru Marias upptagning i himmelen
- Guds moders avsomnande

## Namnsdagar

### I den svenska almanackan
- Nuvarande – Stella och Estelle
- Föregående i bokstavsordning
  - Estelle – Namnet infördes på dagens datum 1986. 1993 utgick det, men återinfördes på dagens datum 2001.
  - Stella – Namnet infördes på dagens datum 1901 och har funnits där sedan dess.
  - Stellan – Namnet infördes på dagens datum 1986, men flyttades 2001 till 14 oktober.
  - Vårfrudag – Denna benämning på dagens datum fanns, till minne av Jungfru Marias himmelsfärd, på dagens datum före 1901, då den utgick. Dess latinska benämning är Assumptio Beatae Mariae, vilket betyder Den heliga Marias upptagande.
- Föregående i kronologisk ordning
  - Före 1901 – Vårfrudag
  - 1901–1985 – Stella
  - 1986–1992 – Stella, Estelle och Stellan
  - 1993–2000 – Stella och Stellan
  - Från 2001 – Stella och Estelle
- Källor
  - Brylla, Eva (red.). Namnlängdsboken. Gjøvik: Norstedts ordbok, 2000 ISBN 91-7227-204-X
  - af Klintberg, Bengt. Namnen i almanackan. Gjøvik: Norstedts ordbok, 2001 ISBN 91-7227-292-9

### Finlandssvenska almanackan
- Nuvarande från 2025[1] – Marianne, Marita, Molly, Marlene
- I föregående revideringar[a][2]
  - 1929–1999 – Marita
  - 2000–2014 – Marita, Marianne, Marlene
  - 2015–2019 – Marita, Marianne, Marlene, Molly
  - 2020–2024 – Marianne, Marita, Marlene, Molly

## Händelser
- 636 – Slaget vid Yarmouk mellan Bysantinska riket och Rashidunkalifatet inleds.
- 1057 – När Macbeth stupar i strid efterträds han som kung av Skottland av sin styvson Lulach. Denne stupar dock själv ett halvår senare i strid mot Malkolm III.
- 1237 – Slaget vid Puig.
- 1248 – Kölnerdomens grundsten läggs.
- 1843 – Nöjesfältet Tivoli öppnar i Köpenhamn.
- 1914 – Panamakanalen invigs officiellt.
- 1944 – Allierad landstigning i södra Frankrike – Operation Dragoon.
- 1945 – Japan kapitulerar i Andra världskriget.
- 1946 – Muonionalusta II meteoriten hittas, ett av få upptäckta meteoritnedslag i Sverige
- 1947 – Brittiska Indien delas i Indien och Pakistan och båda dessa stater uppnår självständighet från Storbritannien efter åratal av icke-våldsprotester. I Indien blir Jawaharlal Nehru landets förste premiärminister.
- 1950 – Jordbävning och översvämning drabbar Assam i Indien och förorsakar 574 dödsoffer och gör cirka 5 miljoner människor hemlösa.
- 1960 – Nuvarande Kongo-Brazzaville blir självständigt från Frankrike.[3]
- 1965 – Svåra rasupplopp i stadsdelen Watts i Los Angeles, Kalifornien, USA; 20 000 nationalgardister kallas in för att kontrollera upploppen, som kräver 28 dödsoffer och 676 skadade.
- 1969 – Den legendariska Woodstockfestivalen inleds i norra delen av staten New York, USA och pågår till den 17:e.
- 1971 – Storbritanniens protektorat över Bahrain upphör.[4]
- 1982 – Ledningen för Sveriges Television beslutar stänga av meteorologen Åsa Bodén fram till valet, eftersom hon medverkat i kampanjmaterial mot löntagarfonderna.
- 1987 – Bestraffning med rotting förbjuds officiellt i brittiska skolor, med undantag för friskolorna.
- 1988 – En bussolycka inträffar i Norge med barn och föräldrar ifrån Kvarnbackaskolan i Kista. 16 människor dör, varav 12 var barn, och 19 skadas.
- 1991 – Paul Simon ger en konsert i Central Park i New York inför cirka 750 000 åskådare.
- 1996 – Belgisk polis griper pedofilen Marc Dutroux och genomför en razzia i hans hem.
- 1998 – Real IRA genomför ett bombattentat i Omagh, Nordirland som dödar 29 personer.
- 2007 – Jordbävningen i Peru 2007, 514 människor dör, 1090 personskador.

## Födda
- 630 – Di Renjie, kinesisk ämbetsman
- 860, 865 eller 866 – Robert I, kung av Västfrankiska riket
- 1233 – Filippo Benizi, italiensk servitmunk och bekännare, helgon
- 1432 – Luigi Pulci, italiensk poet.
- 1769 – Napoleon Bonaparte, kejsare av Frankrike
- 1785 – Thomas de Quincey, brittisk författare
- 1794 – Elias Fries, svensk botaniker och professor, ledamot av Svenska Akademien
- 1807 – Jules Grévy, fransk politiker, Frankrikes president
- 1817 – J.W. Henderson, amerikansk demokratisk politiker
- 1823 – Orris S. Ferry, amerikansk politiker och militär, senator
- 1835 – James Wilson, amerikansk politiker, USA:s jordbruksminister
- 1846 – Albert J. Hopkins, amerikansk republikansk politiker, senator
- 1856 – Keir Hardie, brittisk politiker, den första partiledaren för Labour
- 1858
  - Edith Nesbit, brittisk författare
  - John K. Shields, amerikansk demokratisk politiker och jurist, senator från Tennessee
- 1879 – Ethel Barrymore, amerikansk skådespelare, ”den amerikanska scenens drottning”
- 1884 – Alexander Abasheli, georgisk poet, prosaförfattare och science fiction-författare
- 1885 – Edna Ferber, amerikansk journalist, romanförfattare och dramatiker
- 1886 – Karl Korsch, tysk marxistisk teoretiker
- 1890 – Jacques Ibert, fransk tonsättare
- 1892 – Louis de Broglie, fransk fysiker, mottagare av Nobelpriset i fysik 1929
- 1896 – Gerty Cori, amerikansk biokemist, mottagare av Nobelpriset i fysiologi eller medicin 1947
- 1905 – Joachim Mrugowsky, tysk SS-läkare, dömd krigsförbrytare
- 1906 – Clayton Rawson, amerikansk deckarförfattare och illusionist
- 1908 – Otto Kerner, amerikansk demokratisk politiker, militär och jurist
- 1909 – Åke Uppström, svensk skådespelare
- 1910 – Thomas Kuchel, amerikansk republikansk politiker, senator från Kalifornien
- 1912 – Dame Wendy Hiller, brittisk skådespelare
- 1915 – Signe Hasso, svensk-amerikansk skådespelare
- 1917
  - Martin Ljung, svensk komiker och skådespelare
  - Óscar Romero, latinamerikansk romersk-katolsk präst, ärkebiskop av San Salvador, martyr, helgon
- 1923 – Bengt Blomgren, svensk skådespelare, manusförfattare och regissör
- 1925 – Oscar Peterson, kanadensisk jazzpianist
- 1926 – Konstantinos Stefanopoulos, Greklands president
- 1927 – John Cranko, sydafrikansk koreograf
- 1931 – Richard F. Heck, amerikansk kemist, mottagare av Nobelpriset i kemi 2010
- 1937 – Judy Biggert, amerikansk republikansk politiker, kongressledamot
- 1938
  - Peter Blitz, svensk barnskådespelare
  - Maxine Waters, amerikansk demokratisk politiker, kongressledamot
- 1940 – Gudrun Ensslin, en av grundarna av Röda armé-fraktionen
- 1943 – Pierre Lindstedt, svensk skådespelare
- 1946
  - Anders Mellbourn, svensk journalist och statsvetare
  - Tony Robinson, brittisk skådespelare
- 1950 – Prinsessan Anne, Princess Royal, dotter till drottning Elizabeth II av Storbritannien
- 1954 – Stieg Larsson, svensk journalist och författare, chefredaktör för Expo och en av stiftelsens grundare
- 1955 – Pontus Gustafsson, svensk skådespelare
- 1956 – Tim Mahoney, amerikansk politiker och affärsman, kongressledamot
- 1959 – Scott Altman, amerikansk astronaut
- 1963 – Anders Nilsson, svensk regissör, manusförfattare och fotograf
- 1968 – Debra Messing, amerikansk skådespelare
- 1972 – Ben Affleck, amerikansk skådespelare
- 1974 – Natasha Henstridge, kanadensisk fotomodell och skådespelare
- 1976
  - Abiy Ahmed, etiopisk politiker, premiärminister 2018-, mottagare av Nobels fredspris 2019
  - Robert Kronberg, svensk häcklöpare
- 1985 – Emil Jönsson, svensk skidåkare
- 1986 – Jenni Pitko, finländsk politiker
- 1989 – Joe Jonas, amerikansk skådespelare, sångare och musiker
- 1990 – Jennifer Lawrence, amerikansk skådespelare
- 1995 – Chief Keef, amerikansk rappare

## Avlidna
- 1057 – Macbeth, kung av Skottland
- 1118 – Alexios I Komnenos, bysantinsk kejsare sedan 1081
- 1319 – Ingeborg Magnusdotter av Sverige, drottning av Danmark, gift med Erik Menved
- 1369 – Filippa av Hainaut, drottning av England sedan 1328 (gift med Edvard III)
- 1568 – Stanislaus Kostka, polskt helgon
- 1705 – Johan Gabriel Stenbock, svensk statsman
- 1799
  - Evert Vilhelm Taube, svensk friherre och generallöjtnant samt kanslipresident
  - Barthélemy Joubert, fransk general
- 1815 – Richard Bassett, amerikansk politiker, guvernör i Delaware
- 1901 – Julia von Hausmann, rysk psalmförfattare
- 1907 – Ernst Danielson, svensk elektroingenjör och en av pionjärerna inom den svenska högspänningstekniken
- 1936 – Grazia Deledda, italiensk författare, mottagare av Nobelpriset i litteratur 1926
- 1951 – Artur Schnabel, polsk-österrikisk pianist
- 1967 – René Magritte, belgisk konstnär
- 1970 – Gustav Möller, socialdemokratisk politiker, statsråd
- 1971 – Hugo Runewall, svensk konstnär
- 1972 – Sangrid Nerf, svensk skådespelare
- 1982 – Hugo Theorell, svensk biokemist, mottagare av Nobelpriset i fysiologi eller medicin 1955
- 1985 – Wolter Gahn, svensk arkitekt inom funktionalismen
- 1994 – Paul Anderson, amerikansk tyngdlyftare
- 1996 – Lisskulla Jobs, svensk skådespelare
- 2003 – Bengt-Olof Thylén, svensk disponent och moderat politiker
- 2004
  - Sune Bergström, svensk biokemist, professor, mottagare av Nobelpriset i fysiologi eller medicin 1982
  - Amarsinh Chaudhary, indisk politiker
- 2007 – Claes Esphagen, svensk skådespelare
- 2008 – Jerry Wexler, amerikansk låtskrivare och producent
- 2009 – Håkan Florå, svensk musiker och låtskrivare
- 2010 – Lily Berglund, svensk sångare
- 2011
  - Sif Ruud, svensk skådespelare och teaterpedagog
  - Rick Rypien, kanadensisk ishockeyspelare
- 2012
  - Harry Harrison, amerikansk författare och serietecknare
  - Carina Moberg, svensk socialdemokratisk politiker och riksdagsledamot
  - Phyllis Thaxter, amerikansk skådespelare
- 2014 – Licia Albanese, italienskfödd amerikansk operasångare (sopran)
- 2017 – Vern Ehlers, amerikansk republikansk politiker, kongressledamot
- 2021 – Gerd Müller, tysk fotbollsspelare